# Knut Knudsen
Knut Knudsen (nascido em 12 de outubro de 1950) é um ex-ciclista norueguês. Competiu nos Jogos Olímpicos de Verão de 1968 e 1972. Venceu o Campeonato da Noruega de Ciclismo em Estrada, nos anos de 1972 e 1973.

## Amador
Foi campeão e recebeu a medalha de ouro na perseguição individual de 4 km nos Jogos Olímpicos de Verão de 1972 em Munique, e o Campeonato Mundial em 1973.

## Profissional
Venceu onze campeonatos noruegueses e um ciclo profissional em Itália de 1974 a 1981. Ele tem seis vitórias de etapa no Giro d'Italia e, além disso, também vestiu a camisa rosa de líder na prestigiada turnê. Knudsen venceu o Tirreno-Adriático, em 1979. Ele foi escolhido melhor ciclista de contrarrelógio do mundo por duas maiores revistas esportivas de 1979 e 1981.
No total, Knudsen venceu 49 corridas profissionais.